# Braunrückenspecht
Der Braunrückenspecht (Dendropicos obsoletus, Syn.: Chloropicus obsoletus) ist eine Vogelart aus der Familie der Spechte (Picidae).
Die Art wurde in die Gattung Dendrocopos oder Ipophilius platziert, wurde auch als Picoides obsoletus bezeichnet.
Die genaue und endgültige Zuordnung ist noch unklar.

Verbreitungsgebiet

Der Vogel kommt in Subsahara-Afrika in einem Streifen von Senegal bis Äthiopien, Kenia und Tansania vor.
Der Lebensraum umfasst trockenere Gegenden: Wälder, Waldränder, Landwirtschaftlich genutzten Flächen oder Savanne mit großen, verstreut stehenden Bäumen, bis 2300, am Mount-Kenya-Massiv bis 3000
 m Höhe. Die Art taucht auch gerne in Gärten der Stadtränder auf.
Die Art ist Standvogel.
Das Artepitheton kommt von lateinisch obsolescere ‚sich abnutzen‘.

## Merkmale
Der Vogel ist etwa 13 bis 16 cm groß und wiegt 18 bis 16 g. Das Männchen ist an der Stirn blass-, am Scheitel dunkler braun, hinten am Scheitel bis zum Nacken rot. Der weiße Überaugenstreif reicht bis hinter das Auge als Strich hinter die braunen Ohrdecken bis zum Hals. Der dunkelbraune Malarstreif geht auf die obere Brust über, Kinn und Kehle sind weiß, manchmal mit kleinen dunklen Tupfern. Rumpf und Schwanzdecken sind braun gestreift mit weißen Spitzen. Die dunkelbraunen Flugfedern tragen weiße Binden. Die Unterseite ist weißlich, an der Brust gern etwas gelblichbraun überhaucht und leicht braun gestrichelt. Der ziemlich lange Schnabel ist gerade, meißelförmig zulaufend, schwärzlich, am Unterschnabel blasser. Die Iris ist rotbraun, die Beine sind grau mit grünem Einschlag.
Der Vogel ähnelt dem Kardinalspecht (Dendropicos fuscescens) und wird charakterisiert durch einen großen dunklen braunen Fleck auf den Ohrdecken mit breitem weißen Rand und einem braunen Schwanz mit kleinen weißen Flecken.
Das Weibchen hat einen etwas kürzeren Schnabel und einen braunen, nicht roten Scheitel. Jungvögel sind dunkler auf der Oberseite, mit grauen Spuren, die Augen sind braun, die Unterseite meist etwas gebändert.

## Geografische Variation
Es werden folgende Unterarten anerkannt:
- D. o. obsoletus (Wagler, 1829), Nominatform, – Senegal und Gambia bis Sudan und Uganda bis Kamerun und Demokratische Republik Kongo
- D. o. heuglini (Neumann, 1904) – Osten Sudans bis Nordäthiopien
- D. o. ingens (E. J. O. Hartert, 1900) – Süden Äthiopiens bis Uganda und Zentralkenia
- D. o. crateri (W. L. Sclater & Reginald Ernest Moreau, 1935) – Nordtansania

## Stimme
Der Ruf wird als rasselndes klingendes „chreetchee-chree-chee“, auch als einzelne Klicklaute, schwaches hohes Trillern oder als Folge von „kweek-week“ beschrieben. Trommelt auch.

## Lebensweise
Die Nahrung besteht aus Schmetterlings- und Käferlarven, erwachsenen Insekten, auch Früchte, die einzeln oder paarweise, aber auch in gemischten Jagdgemeinschaften pickend gesucht werden. Hinzu kommen als Nahrung junge Pflanzentriebe.
Die Brutzeit liegt im Westen zwischen Dezember und Juni, im Osten zwischen Januar und April sowie im August. Die Nesthöhle wird von beiden Elternvögeln in 2 bis 7 m Höhe erstellt. Das Gelege besteht aus zwei Eiern, die von beiden bebrütet werden, auch das Füttern übernehmen beide Altvögel.

## Gefährdungssituation
Die Art gilt als nicht gefährdet (Least Concern).